# Fragments de rose en hologramme
Fragments de rose en hologramme (titre original : Fragments of a Hologram Rose) est une nouvelle de science-fiction de William Gibson, parue aux États-Unis dans le magazine UnEarth en juin 1977. Gibson fut payé 23 dollars pour cette publication. La nouvelle a été incluse dans le recueil Gravé sur chrome, publié en 1986 (en France en 1987).

## Résumé
Le personnage principal, nommé Parker et âgé de 30 ans, vient d'être quitté par sa partenaire, Angela. Le récit entremêle le passé, sous forme de souvenirs fragmentés, et le présent: au milieu de la nuit, insomniaque, Parker se plonge dans un enregistrement PSA (perception sensorielle apparente) laissé par Angela.
Le titre de la nouvelle fait référence à une carte postale holographique oubliée par Angela, représentant une rose, et que Parker jette dans son broyeur d'ordures, la pulvérisant «en mille fragments». 

## Le monde
À travers les souvenirs de Parker, le récit esquisse un futur dystopique où les États-Unis ont connu une nouvelle guerre civile, qui a débuté avec la sécession de la côte ouest. Dans les états neutres, dont le Texas, l'afflux de réfugiés a fait apparaître des bidonvilles «fumant sous les pluies chaudes du Golfe». 
De nouvelles technologies sont apparues, telles que l'holographie, et surtout la PSA (perception sensorielle apparente), une forme de réalité virtuelle accessible par des consoles portables, permettant de ressentir toutes les perceptions d'une autre personne. Ces unités PSA étaient tout d'abord des machines énormes, «tout en chrome et néon», installées dans des bars ou des galeries de jeux. Puis sont sorties les premières consoles PSA portables, qui ont popularisé ce nouveau média. On apprend que le métier de Parker consiste à écrire des «scripts pour les émissions de PSA», et qu'il existe des vedettes de PSA. Tom Henthorne observe que la PSA est très similaire au simstim présent dans Neuromancien et la trilogie de la Conurb.

## Publications
- William Gibson, Gravé sur chrome, Fragments de rose en hologramme, Éditions J'ai lu, décembre 1990  (ISBN 2-277-22940-7) (réédition en avril 1998  (ISBN 2-290-02940-8), en avril 1999  (ISBN 2-290-12940-2) et en mars 2006  (ISBN 2-290-35338-8)).